# Mesodma
Genre
Espèces de rang inférieur
Mesodma est un genre fossile de mammifère, membre de l'ordre éteint Multituberculata au sein du sous-ordre Cimolodonta, famille des Neoplagiaulacidae. Selon Paleobiology Database en 2023, ce genre a six espèces référencées.

## Classification
Le genre Mesodma est décrit en 1940 par le paléontologue Glenn Lowell Jepsen (d),,. 

### Fossiles
Le genre Mesodma a vécu pendant les périodes du Crétacé supérieur et du Paléocène de ce qui est aujourd'hui l'Amérique du Nord. Le premier enregistrement définitif concerne les strates du stade Santonien tardif de la formation de Straight Cliffs. Une seule dent prémolaire des strates du stade Cénomanien inférieur de la Formation de Cedar Mountain a été provisoirement attribuée à ce genre en fonction de sa similitude, mais ses descripteurs ont noté qu'il est peu probable que Mesodma ait vécu pendant cette période.

## Espèces
- Mesodma ambigua Jepsen, 1940 (espèce type)
  - Lieu : Mantua Lentil, Wyoming (USA)
  - Âge : Maastrichtien-Puercan, Crétacé supérieur-Paléocène
  - Poids : environ 55 g
- Mesodma formosa Marsh, 1889
  - Lieu : Formations Hell Creek et Frenchman, États-Unis et Canada. Cette espèce est peut-être également connue de l'Utah.
  - Âge : Maastrichtien-Puercan (Crétacé supérieur au Paléocène).
  - Poids : environ 30 g
- Mesodma hensleighi Lillegraven, 1969
  - Lieu : Formation Hell Creek aux États-Unis et en Saskatchewan, Canada.
  - Âge : Campanien (Crétacé supérieur).
  - Poids : environ 15 g
- Mesodma pygmaea Sloan, 1987
  - Lieu : Gidley Quarry, Montana, ainsi que Wyoming et Alberta, Canada
  - Âge : Torrejonien-Tiffanien (Paléocène moyen).
  - Poids : environ 8 g
- Mesodma senecta Fox, 1971 
  - Âge : Campanien (Crétacé supérieur)
  - Poids : environ 50 g
- Mesodma thompsoni  Clemens 1964 (= M. garfieldensis)[6]
  - Lieu : Formation de St Mary River, Montana et Wyoming aux États-Unis et au Canada
  - Âge : Maastrichtien-Puercan, Crétacé supérieur-Paléocène
  - Poids : environ 55 g

L'espèce Mesodma primaeva du Judithien de l'intérieur occidental de l'Amérique du Nord était autrefois attribuée au genre Mesodma, mais elle est ensuite devenue l'espèce type d'un genre distinct Filikomys.

### Publication originale
- [1940] (en) Glenn Lowell Jepsen (d), « Paleocene faunas of the Polecat Bench Formation, Park County, Wyoming », Proceedings of the American Philosophical Society, vol. 83, no 2,‎ 1940, p. 217-341.